# イオン金沢店
イオン金沢店（イオンかなざわてん）は、石川県金沢市福久にあるショッピングセンターである。

## 概要
2000年4月21日に金沢サティとして開業。施設は3階建て、3つのフロア構成であり、屋上駐車場は無い。2011年3月1日、イオングループの再編によって店舗名がイオンに変更された。
3階には、イオングループのシネマコンプレックスであるイオンシネマ金沢が入る。金沢サティと同時に「ワーナー・マイカル・シネマズ金沢」として開業したが、2013年7月1日に運営会社のワーナー・マイカルがイオンシネマズを合併してイオンエンターテイメントとなった事に伴い、現劇場名に変更された。

## 交通アクセス
- IRいしかわ鉄道森本駅下車徒歩15分
- 北鉄金沢バス・柳橋円光寺線「福久南口」停留所（県道201号沿い・マルハン福久店前）下車
  - 以前は施設の最寄に、ラン♪RUN♪BUS（なるわ交通）「イオン金沢店」停留所があったが、2024年1月31日付で廃止された[4]。